# HE 1327-2326
HE 1327-2326は、太陽系から見てうみへび座の方向約3,470光年の距離にある恒星である。2005年に発見された時点で最も金属量の少ない恒星であった。太陽より軽く、年齢は130億年と推定されている。これは既知の恒星の中では最も古いものの1つである。

## 化学組成
HE 1327-2326は、2005年の時点で知られている中で金属量が最も少ない恒星であった。金属量の指標としてよく使われる[Fe/H]の値は-5.4で、これは鉄原子が太陽の25万分の1の割合しか含まれていないことを意味する。これまで知られていた中で最も金属量の少ない恒星は[Fe/H] = -5.3のHE 0107-5240だったが、この星はその1.5分の1しかない。2019年の研究ではさらに低い[Fe/H] = -5.71 という値が示されている。未発見の種族IIIの恒星は、理論上は[Fe/H] = -6.0という値を持つが、この恒星はそれに迫る値である。このように極めて金属量の少ない恒星は極超金属欠乏星 (HMP, hyper-metal-poor star) と呼ばれている。
初期の宇宙の元素組成は、ビッグバン時の元素合成で生成された水素とヘリウム、痕跡量のリチウムとベリリウムのみで構成されていたと考えられている。それ以上の重元素は、恒星内部での核融合によって生成されたと考えられている。そのため、金属量の少ない恒星は、それだけ初期に近い時代で生成された恒星であると考えることができる。このような初期宇宙の恒星は、現在では見られないような、太陽の数百倍もの質量を持つ超大質量星であったと考えられているが、質量が大きい恒星は、寿命が数百万年と極めて短い時間で寿命を迎え、超新星爆発を起こしてしまうため、種族IIIと呼ばれるこのような恒星は未だ発見されていない。しかし質量が小さな恒星ならば、宇宙の開闢から約138億年が経過した現在でも観測可能なほどの長い寿命を持つことができる。これまでの理論では、宇宙の初期には太陽質量程度の軽い恒星は形成されないと考えられてきたが、2002年のHE 0107-5240と2005年のHE 1327-2326の発見により、このような軽い恒星も形成されていることが判明した。
HE 1327-2326は、HE 0107-5240と共に、他の低金属量の恒星とは違う特徴がある。それは、炭素や窒素の量が多いことである。2019年の研究では、HE 1327-2326の[Fe/H]は-5.71に対して[C/Fe]は4.18だった。この数字は、鉄原子は太陽に比べて10-5.71 = 約50万分の1の割合でしか含まれていない一方で、炭素：鉄の比率は太陽と比べて104.18 = 1万5000倍に達することを意味する。このような特徴を持つ恒星は炭素過剰金属欠乏星 (CEMP) と呼ばれる。
HE 1327-2326からは、ニッケルの弱い吸収線が認められている。また、検出可能なリチウムの吸収線は発見されていない。これは、HE 1327-2326の表面で、リチウムを消費するような元素の枯渇が見られるためと考えられている。[O/Fe]OHの値から推定される[O/Fe]の値は2.5か2.8であるが、これは準巨星の値である[O/Fe] < 3.0と矛盾しない値である。また、似た恒星であるHE 0107-5240と比較すると、鉄と炭素以外の元素組成比に無視できない違いがあり、特にMg/Feと、Sr/FeがHE 0107-5240と比べると高い。これは、初期の恒星の形成理論に強い制限を加えるものである。

## 星形成の仮説
HE 1327-2326のように金属量が少なく炭素量の多い恒星の形成は、以下のような複数の説がある。

### 金属量の少ない第2世代説
金属をほとんど含まない種族IIIである第1世代の大質量星が超新星爆発を起こす際、重元素をほとんど放出しない特異な爆発があったという説<。この場合、HE 1327-2326は、超新星残骸から生まれた第2世代の恒星ということになる。この場合、対応する第1世代の恒星は、太陽の数十倍の質量となる。この説は、HE 0107-5240と比べた場合の元素比の違いも説明できる。

### 第1世代の生き残り説
HE 1327-2326は、第1世代の恒星の生き残りであるという説。この説の場合、HE 1327-2326が準巨星の段階にあり、主系列星に近いことが問題となる。HE 0107-5240は巨星まで進化した恒星であるので、内部の元素合成がある程度進んでいるが、HE 1327-2326はそれほど進化していないため、表面は内部で合成された元素の影響を受けていないと考えられるからである。検出される元素の説明は、星間物質からHE 1327-2326の表面にわずかな降着があるのと、軽元素を供給する源が必要となる。この場合、やや質量の大きな恒星とHE 1327-2326が連星をなしており、先に寿命を迎えた恒星から軽元素が供給されたと考えられている。この場合、連星である証拠が見つかっていないのが問題であるが、恐らく白色矮星として暗く冷えており、検出困難な状態になっていると考えられている。またこの場合、どのようにして初期宇宙から低質量星が生成されるのかが問題である。

## 観測史
HE 1327-2326は、ヨーロッパ南天天文台のラ・シヤ天文台に設置されている口径1メートルのシュミット式望遠鏡を用いたクエーサー探索のための掃天観測で撮影された明るい金属欠乏星1,777個の中から発見された。2003年に、同天文台の3.6メートル望遠鏡を用いた観測で極端に金属量が少ないことが明らかとなり、2004年のすばる望遠鏡の高分散分光器 (HDS) を用いた分光観測によって詳しい化学組成が明らかとされた。